# Lucie Décosse
Lucie Décosse (Chaumont, 6 augustus 1981) is een Frans judoka.

## Biografie
Ze vertegenwoordigde haar vaderland op de Olympische Zomerspelen 2008 in Peking en op de Olympische Zomerspelen 2012 in Londen. In 2008 kwam ze uit in de klasse tot 63 kg, in 2012 in de klasse tot 70 kg. In Peking won ze de zilveren medaille, nadat ze de finale verloor van de Japanse Ayumi Tanimoto. In 2012 won Décosse, in een zwaardere klasse, de gouden medaille, nadat ze de finale won van de Duitse Kerstin Thiele.
Bij wereldkampioenschappen heeft Décosse al meerdere gouden medailles gewonnen. Haar eerste gouden medaille won ze bij de wereldkampioenschappen judo 2005 in Caïro in de klasse tot 63 kg. Twee jaar later won ze in dezelfde klasse in Rio de Janeiro een zilveren medaille. Nadat ze van gewichtsklasse was overgestapt, behaalde ze bij de wereldkampioenschappen judo 2010 en wereldkampioenschappen judo 2011 wederom de gouden medaille.
Bij de Europese kampioenschappen judo was Décosse eveneens al meerdere keren succesvol. Bij de kampioenschappen in 2002, 2007, 2008 en 2009 won ze in de klasse tot 63 kg de gouden medaille. In 2006 won ze de zilveren medaille en in 2005 de bronzen. Na haar overstap naar de tot 70 kg, won ze nog de bronzen medaille bij de Europese kampioenschappen judo 2011 in Istanboel.

## Palmares

### OS
- 2004: 7e Athene - onder 63 kg
- 2008:  Peking - onder 63 kg
- 2012:  Londen - onder 70 kg

### WK
- 2003: 7e Osaka - onder 63 kg
- 2005:  Caïro - onder 63 kg
- 2007:  Rio de Janeiro - onder 63 kg
- 2010:  Tokio - onder 70 kg
- 2011:  Parijs - onder 70 kg

### EK
- 2002:  Maribor - onder 63 kg
- 2003: 5e Düsseldorf - onder 63 kg
- 2004: 7e Boekarest - onder 63 kg
- 2005:  Rotterdam - onder 63 kg
- 2006:  Tampere - onder 63 kg
- 2007:  Belgrado - onder 63 kg
- 2008:  Lissabon - onder 63 kg
- 2009:  Tbilisi - onder 70 kg
- 2011:  Istanboel - onder 70 kg

1992: Odalis Revé ·
1996: Cho Min-sun ·
2000: Sibelis Veranes ·
2004: Masae Ueno ·
2008: Masae Ueno ·
2012: Lucie Décosse ·
2016: Haruka Tachimoto · 
2020: Chizuru Arai · 
2024: Barbara Matić
- International Standard Name Identifier: 0000 0004 5772 7227
- Système universitaire de documentation: 190090146
- Virtual International Authority File: 63145243810074441487
- WorldCat: E39PBJhGVFk9xMXMXtX8gmpdcP